# Страхилевич, Гита Борисовна
Гита Страхилевич (полное имя Гитл Страхилевич-Пропищан, рум. Ghitlea Strahilevici-Propişcean; 13 июня 1915, Кишинёв, Бессарабская губерния — 20 декабря 2002, там же) — молдавская советская пианистка. Заслуженная артистка Молдавской ССР (1967).

## Биография
Гитл Страхилевич родилась в Кишинёве, в семье Юды-Бера Хаимовича Страхилевича (1864—?, из кишинёвской купеческой семьи) и Суры Ицек-Мееровны Вилик (отец матери происходил из Шепетовки); это был второй брак отца, который умер, когда она была ребёнком. Училась игре на фортепиано у своего дяди — музыкального педагога Наума Исааковича Вилика, окончила гимназию (лицей) «Принцессы Дадиани» (Liceul Principesa Dadiani) и получила бакалавриат в 1934 году. В 1934—1936 годах обучалась в кишинёвской консерватории «Unirea» (Униря) у Антонины Михайловны Стадницкой, в 1936—1940 годах — в Королевской академии музыки и драматического искусства в Бухаресте по классу фортепиано у Флорики Музическу (камерная музыка — Михаил Андрику, теория музыки и сольфеджио — Иоан Д. Гиреску).
В 1940 году, перед присоединением Бессарабии к СССР, вернулась в Кишинёв и до начала Великой Отечественной войны была солисткой Кишинёвской филармонии. В военные годы (1941—1944) выступала на фронтах с ансамблем «Дойна», в котором познакомилась с мужем — скрипачом Наумом Пропищаном. В 1944 году вернулась в Молдавию, сначала работала в восстановленном Комитете по телевидению и радиовещанию Молдавской ССР в Сороках.
В 1944—1948 годах возглавляла музыкальное отделение Молдавской государственной филармонии, работала в Кишинёвской консерватории концертмейстером в классе Иосифа Дайлиса С 1953 по 1981 год была солисткой Молдавского комитета по радио- и телевещанию (вела собственную рубрику «Ла пиан Гита Страхилевич» — «У рояля Гита Страхилевич»). Выступала с сольными программами классической музыки (П. И. Чайковский, Моцарт, Равель, Шопен), исполняла произведения современных молдавских композиторов (Златы Ткач, Георге Георгицы, Василе Загорского, Павла Ривилиса, Аркадия Люксембурга, Давида Федова, Макса Фишмана и других). Выступала также как аккомпаниатор артистов Молдавского государственного театра оперы и балета (Марии Биешу, Бориса Раисова и других), участвовала в записи многочисленных радиопрограмм академической музыки. На московской фирме грамзаписи «Мелодия» вышли четыре долгоиграющие грампластинки произведений классических и современных молдавских композиторов в исполнении Гиты Страхилевич. Автор музыки для нескольких спектаклей Кишинёвского кукольного театра «Ликурич».
Награждена медалью Meritul Civic (1995) и орденом Республики (Ordinul Republicii, 1996) Республики Молдова.

## Семья
- Муж (с 1943 года) — скрипач Наум Григорьевич Пропищан (1908, Одесса — 1979, Кишинёв), солист симфонического оркестра Кишинёвской филармонии (1953—1968).
  - Дочь — София Наумовна Пропищан (1950—2024) — российская скрипачка, дирижёр, Заслуженная артистка России, профессор и заведующая кафедрой струнно-смычковых инструментов Нижегородской государственной консерватории имени М. И. Глинки, музыкальный руководитель камерного оркестра «София» (Нижний Новгород).
  - Сын — Борис Наумович Пропищан (род. 1944, Баку) — ведущий музыкант Карагандинского городского концертно-циркового объединения, художественный руководитель ансамбля казахской музыки «Мерей».